# Amélie
Amélie (Le Fabuleux destin d'Amélie Poulain en francés, literalmente: «El fabuloso destino de Amélie Poulain») es una comedia romántica francesa de 2001 dirigida por Jean-Pierre Jeunet. El guion fue escrito por Jeunet con la colaboración del novelista Guillaume Laurant en los diálogos, fue protagonizada por Audrey Tautou como Amélie. Bajo el lema Elle va changer ta vie... (en español: Ella va a cambiar tu vida...), la película fue distribuida en Estados Unidos por Miramax y en España por Manga Films.
La película narra la historia de la joven camarera Amélie Poulain, quien el mismo día que se entera de que Lady Di fallece en un accidente de tráfico, descubre que en su baño, escondida dentro de un hoyo tapado por una baldosa suelta, hay una pequeña caja de metal que contiene juguetes, fotografías y cromos que un chico escondió cuarenta años atrás. Decide entonces buscarlo como adulto que ahora es y entregarle la caja. Una vez hace la devolución de la caja y nota la positiva reacción de su dueño, Amélie tiene un nuevo propósito para su vida: lograr que las personas que están a su alrededor se sientan felices.
Desde el momento de su estreno recibió gran aceptación tanto de la crítica como de la audiencia. Con más de 23 millones de espectadores a nivel internacional, es la segunda cinta francesa hablada en francés con mayor éxito en taquilla, por debajo de Intouchables.

Amélie obtuvo el premio a «Mejor Película» y «Mejor Director» tanto en los Premios del Cine Europeo como en los Premios César, además de otros premios y nominaciones en las que se destacan 5 nominaciones a los Premios de la Academia. Una adaptación musical llamada Amélie, A New Musical se estrenó en 2015.

## Argumento

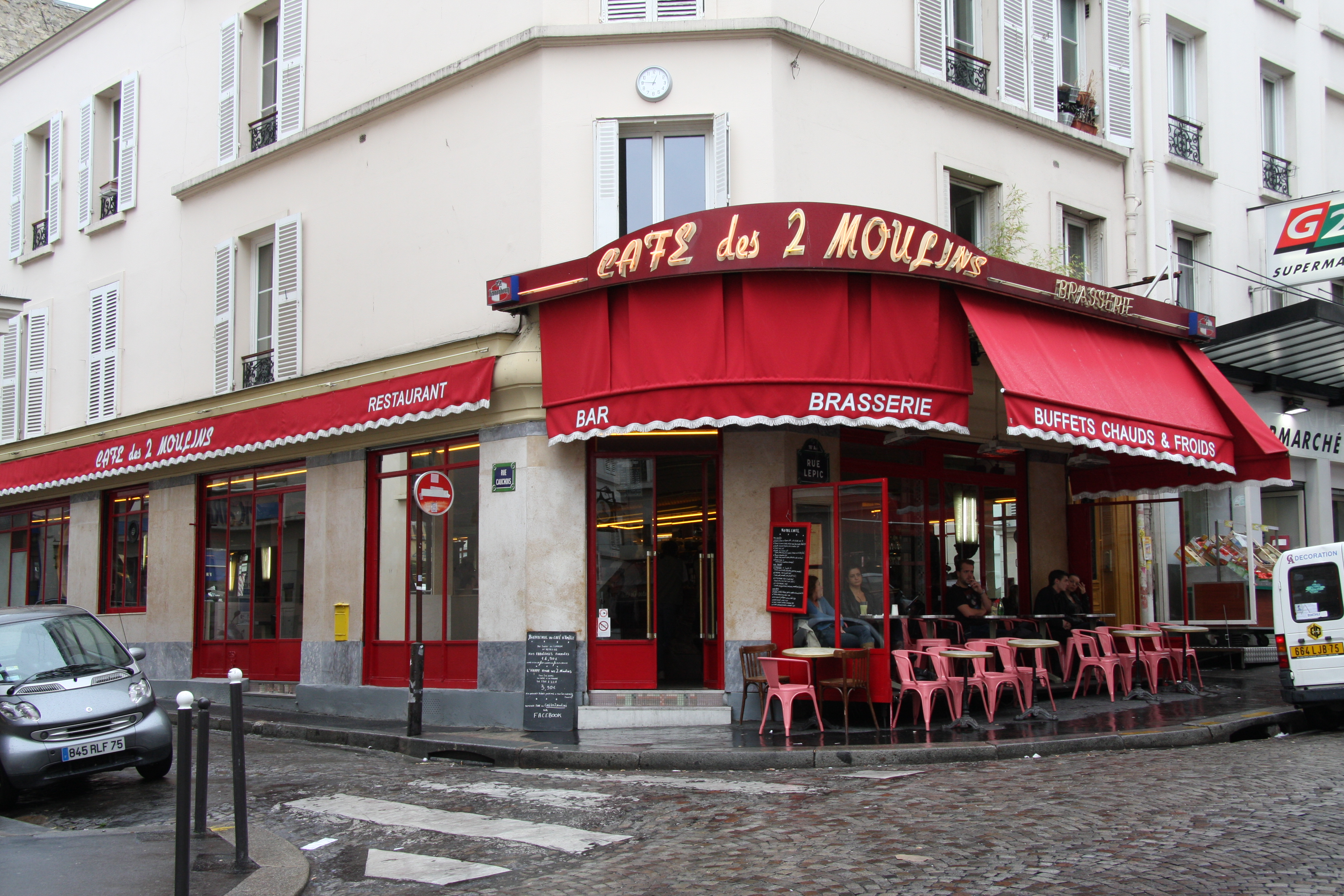
Café des 2 Moulins, en Montmartre, París.

Comienza con una voz en off que narra el nacimiento de Amélie, durante la cual creció aislada del resto de las personas por decisión de su padre, debido a su equivocada creencia de que ella sufría problemas cardíacos (equivocado pues, cada vez que él le hacía un chequeo médico en casa, el corazón de Amélie se disparaba simplemente por el contacto físico con su padre, ya que él normalmente nunca era afectivo con ella). Este hecho, junto con el ambiente tenso que imperaba en su casa debido también a la naturaleza inestable y nerviosa de su madre, y sobre todo por la trágica muerte de esta al caérsele encima una turista suicida que se lanzó al vacío desde lo alto de la catedral de Notre Dame, lo que agudizó las tendencias antisociales de su padre, hacen que la chica desarrolle una inusual y activa imaginación. Como se cita en la película, «pasan los días, los meses y después los años. A su alrededor todo parece tan muerto que Amélie prefiere soñar hasta alcanzar la edad para irse de casa». Amélie cumple 23 años y deja su casa para instalarse en un apartamento en Montmartre que se costea trabajando como camarera del Café des 2 Moulins (Café de Los Dos Molinos). Allí se dan a conocer una serie de personajes: 
- Suzanne, la dueña, antigua artista de la hípica artística, que cojea un poco (ya que se le cayó su propio caballo encima) pero nunca derrama nada, a la que le gusta ver a los atletas que lloran por desilusión y no le gusta que un hombre sea humillado en presencia de su hijo.

- Georgette, la vendedora de tabaco hipocondríaca, la cual odia la frase «el fruto de su vientre».

- Gina, camarera, como Amélie, cuya abuela era sanadora, y a quien le gusta hacer crujir los huesos.

- Hipólito, un escritor fracasado, a quien le gusta ver toreros corneados por televisión.

- Joseph, el amante rechazado de Gina, quien se pasa espiándola todo el día y a quien solo le gusta hacer explotar el papel de burbujas.

- Philomène, azafata de vuelo, a quien le gusta el ruido producido por el tazón del gato en el azulejo, al cual le gusta oír historias.

Amélie no tiene novio, lo intentó una o dos veces, pero los resultados la desilusionaron. En su lugar, Amélie ha cultivado un gusto por los pequeños placeres, tales como: meter la mano en un saco lleno de legumbres, romper la capita de azúcar caramelizado de la Crème brûlée con una cuchara, verle la cara en la oscuridad a los espectadores y fijarse en minúsculos detalles en el cine, lanzar piedras en el canal Saint Martin o tratar de adivinar cuántas personas hacen algo en un determinado momento (como cuántas parejas tienen un orgasmo en un momento específico, a lo que responde: «quince»).
Pero el 30 de agosto de 1997 ocurre el acontecimiento que cambiará la vida de Amélie. Tras una serie de circunstancias por el shock ocasionado al enterarse por televisión del accidente de Lady Di, descubre tras una losa de su baño el pequeño tesoro guardado por un chico hace cuarenta años. Fascinada por el hallazgo, el 31 de agosto a las 4:00 de la madrugada, tiene una idea espectacular: donde quiera que esté, Amélie encontrará al dueño y le devolverá su tesoro. Si lo conmueve, se convertirá en una vengadora del bien. Si no, pues nada.
Con la ayuda de su vecino Raymond (conocido como «El Hombre de Cristal» por la debilidad de sus huesos, que lleva 20 años sin salir de casa y que solo ve el mundo a través de la reproducción de un cuadro de Pierre-Auguste Renoir), y tras una larga búsqueda por toda la ciudad, Amélie consigue finalmente localizar al dueño del tesoro y devolvérselo de forma casual tras una estrategia muy original. El dueño no solo se emociona profundamente al descubrir que toda su vida estaba en esa cajita, sino que además se plantea mejorar su vida actual.
En ese momento, Amélie tiene una sensación de completa armonía y decide volcarse hacia los demás para crearles felicidad en sus vidas. De esta forma, inventa toda clase de estrategias de lo más originales y conmovedoras para intervenir, sin que se den cuenta, en la existencia de varias personas de su entorno.

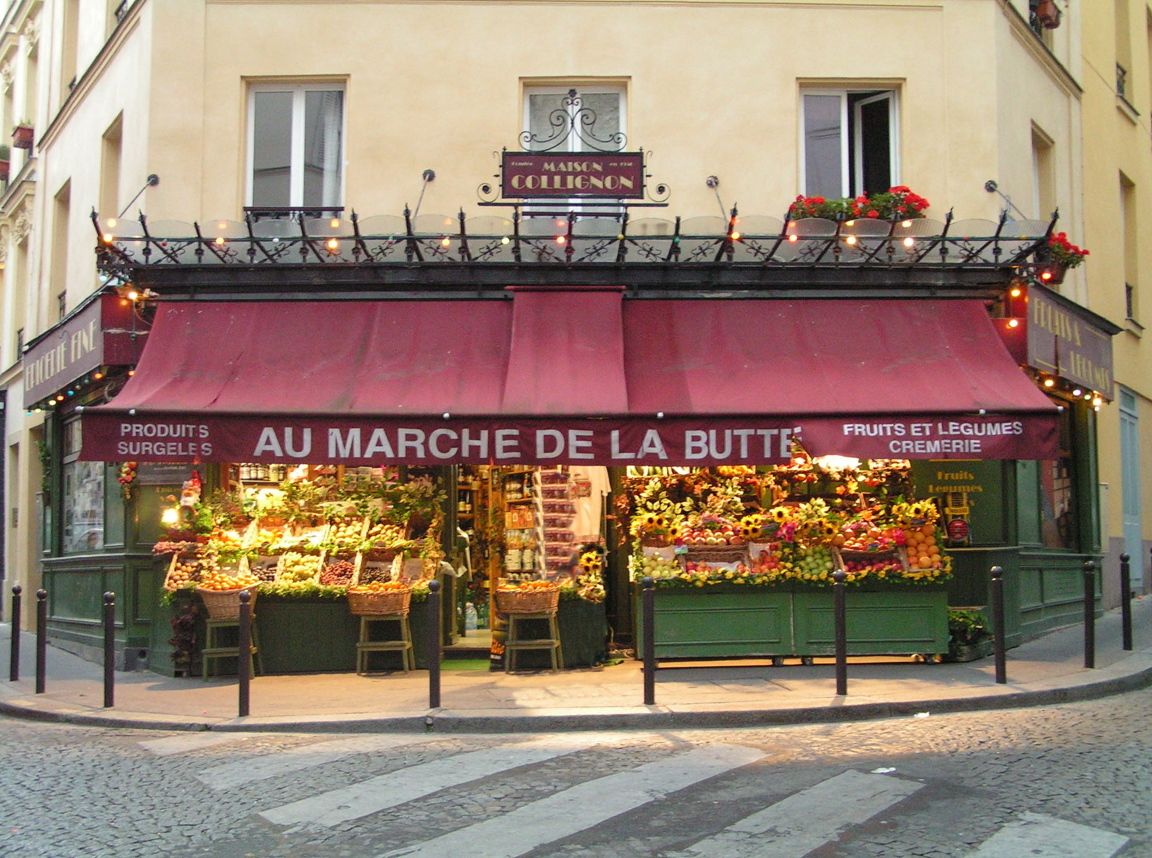
La tienda de frutas y verduras del Sr. Collignon des Trois Frères, París.

- Como cuando agarra del brazo a un ciego vagabundo y le da un rápido pero intenso paseo por un mercado mientras le susurra al oído todo lo que ella va viendo, produciendo en el ciego un estado de emoción inmensurable.

- También le hace olvidar a Georgette su carácter hipocondríaco y a Joseph su desdichada obsesión por Gina, al provocar Amélie una situación de romance de lo más pasional entre ambos.

- De la misma manera, se venga del cruel frutero de su barrio, quien humilla constantemente a su joven ayudante, dejándolo en ridículo delante de todo el mundo.

- Asimismo, consigue sacar a su vecino Raymond de la obsesión por el cuadro de Renoir mediante el envío anónimo de vídeos, donde se muestran hermosas escenas de lo más curiosas, que producen en el anciano una inmediata necesidad de expandir su mente más allá de lo que había hecho antes.

- También gracias a Amélie, Hipólito vuelve a cobrar ilusión por su literatura al descubrir una de sus estrofas pintada en una pared de la calle: «Sans toi, les émotions d’aujourd’hui ne seraient que la peau morte des émotions d’autrefois» (Sin ti, las emociones de hoy no serían más que la piel muerta de las de ayer).

- Y sobre todo cuando, valiéndose de un gnomo de piedra, de jardín, a quien su padre tenía especial cariño, logra que este por fin decida hacer las maletas y emprender un viaje por el mundo.

Pero mientras todo esto sucede y nadie se preocupa por Amélie, ella se ve forzada de forma involuntaria a examinar y valorar su vida solitaria. Este sentimiento se agudiza especialmente tras conocer a Nino, un chico tan raro y soñador como ella, que trabaja medio día en «El Tren del Horror» y el otro medio en un sex shop, que colecciona las fotos que la gente va desechando en las cabinas de fotos. Amélie siente fascinación por Nino, pero prefiere un encuentro casual a una presentación directa. Lo intenta varias veces sin éxito y acaba dejándolo por imposible. Pero, finalmente, Raymond le corresponde con la misma moneda a Amélie, incitándola a buscar lo que había dejado en un segundo plano: su propia felicidad. Así, Amélie, acaba felizmente en los brazos de Nino, al que besa de la forma más sutil y complaciente que se pueda imaginar.

## Reparto
- Audrey Tautou como Amélie Poulain

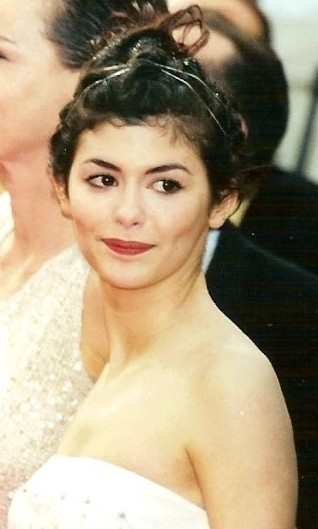
Audrey Tautou alcanzó éxito internacional gracias a esta película.

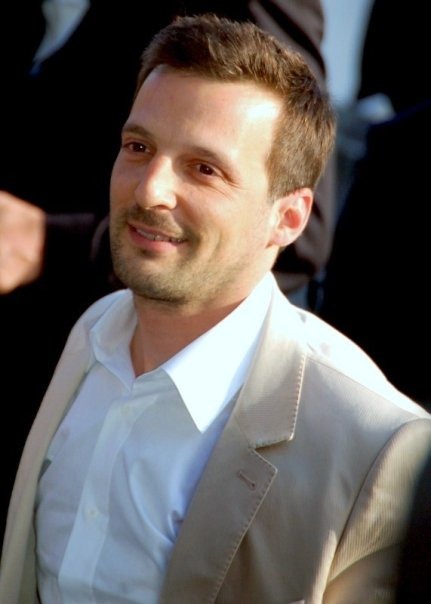
Mathieu Kassovitz en el Festival de Cannes.

  - Flora Guiet como la pequeña Amélie
- Mathieu Kassovitz como Nino Quincampoix
  - Amaury Babault como el pequeño Nino
- Rufus como Raphaël Poulain
- Serge Merlin como Raymond Dufayel, «El hombre de vidrio»
- Lorella Cravotta como Amandine Poulain
- Clotilde Mollet como Gina
- Claire Maurier como Suzanne
- Isabelle Nanty como Georgette
- Dominique Pinon como Joseph
- Artus de Penguern como Hipólito
- Yolande Moreau como Madeleine Wallace
- Urbain Cancelier como Collignon
- Jamel Debbouze como Lucien
- Maurice Bénichou como Dominique Bretodeau
  - Kevin Fernandes como el pequeño Dominique
- Michel Robin como Mr. Collignon
- Andrée Damant como Mrs. Collignon
- Claude Perron como Eva
- Armelle como Philomène
- Ticky Holgado como el hombre en la foto
- Franck-Olivier Bonnet, Alain Floret, Jean-Pol Brissart, and Frédéric Mitterrand como en voces adicionales

| Personaje           | Actor original     | Actor de doblaje latino |
| ------------------- | ------------------ | ----------------------- |
| Amélie Poulain      | Audrey Tautou      | Cristina Hernández      |
| Amélie Poulain      | Flora Guiet (niña) | Cristina Hernández      |
| Nino Quincampoix    | Mathieu Kassovitz  | Ricardo Tejedo          |
| Raphaël Poulain     | Rufus              | Blas García             |
| Amandine Poulain    | Lorella Cravotta   | Patricia Quintero       |
| Raymond Dufayel     | Serge Merlin       | Alfonso Ramírez         |
| Lucien              | Jamel Debbouze     | Alfonso Obregón         |
| Gina                | Clotilde Mollet    | Alma Wilheleme          |
| Suzanne             | Claire Maurier     | Magda Giner             |
| Georgette           | Isabelle Nanty     | Yolanda Vidal           |
| Joseph              | Dominique Pinon    | Rubén Trujillo          |
| Hipolito            | Artus de Penguern  | Martín Soto             |
| Madeleine Wallace   | Yolande Moreau     | Sylvia Garcel           |
| Collignon           | Urbain Cancelier   | Herman López            |
| Dominique Bretodeau | Maurice Bénichou   | Humberto Vélez          |
| Sr. Collignon       | Michel Robin       | Carlos Águila           |
| Sra. Collignon      | Andrée Damant      | Liza Willert            |
| Eva                 | Claude Perron      | Laura Torres            |
| Philomène           | Armelle Lesniak    | ¿?                      |
| Hombre en foto      | Ticky Holgado      | Miguel Ángel Ghigliazza |
| Mujer en coma       | Fabienne Chaudat   | Carmen Martínez         |
| Dominique Bredoteau | Franck Monier      | Germán Fabregat         |
| Dominique Bredoteau | Valérie Zarrouk    | Lourdes Morán           |
| Profesor            | Gérald Weingand    | Alejandro Illescas      |
| Narrador            | André Dussollier   | José Lavat              |
| Insertos            | N/A                | Rubén Moya              |

## Fechas de estreno
| País            | Fecha                    | Nota                                           |
| --------------- | ------------------------ | ---------------------------------------------- |
| Bélgica         | 25 de abril de 2001      |                                                |
| Francia         | 25 de abril de 2001      |                                                |
| Suiza           | 25 de abril de 2001      | Romandía (región de habla francesa)            |
| República Checa | 6 de julio de 2001       | Festival Internacional de Cine de Karlovy Vary |
| Suiza           | 26 de julio de 2001      | Región de habla alemana                        |
| Estados Unidos  | 12 de agosto de 2001     | Festival Internacional de Cine de Edimburgo    |
| Alemania        | 16 de agosto de 2001     |                                                |
| Yugoslavia      | 24 de agosto de 2001     |                                                |
| Canadá          | 7 de septiembre de 2001  | Quebec                                         |
| Canadá          | 10 de septiembre de 2001 | Festival Internacional de Cine de Toronto      |
| Países Bajos    | 13 de septiembre de 2001 | Película por el Festival de Cine del Mar       |
| República Checa | 20 de septiembre de 2001 |                                                |
| Grecia          | 20 de septiembre de 2001 | Festival de Cine de Atenas                     |
| España          | 19 de octubre de 2001    |                                                |
| Argentina       | 24 de enero de 2002      |                                                |
| Chile           | 22 de febrero de 2002    |                                                |
| Colombia        | 22 de febrero de 2002    |                                                |
| México          | 22 de febrero de 2002    |                                                |
| Perú            | 7 de marzo de 2002       |                                                |

## Éxito comercial
Hasta el 3 de septiembre de 2012, Amélie es la segunda película francesa más taquillera de todos los tiempos con 32 405 858 de espectadores, solo después de Intouchables con 23 352 264 entradas (filme que todavía se encuentra en explotación). Es también la Cuarta película de habla no inglesa más taquillera de la historia, después de Intouchables, El quinto elemento y Taken. En total, Amélie reporta ganancias en taquilla de 173 921 954 de dólares. 
Una de las películas francesas más taquilleras de todos los tiempos (más de 30 millones de espectadores en el mundo), Amélie marcó un fenómeno muy poco usual en su fecha: desbancar a las siempre taquilleras películas estadounidenses en Francia y lograr una gran repercusión fuera de su país, en mercados tales como EE. UU., Europa, Hispanoamérica y Asia.
La película Amélie fue rodada casi íntegramente en el barrio parisino de Montmartre. Eso llevó al surgimiento en años posteriores de una tendencia entre los turistas a realizar el denominado 'El fabuloso tour de Amélie Poulain'  o también 'El París de Amélie Poulain'  que recorre los escenarios más populares de este barrio donde fue rodada la película.
 'Les deux moulins'  (Los Dos Molinos).
Es la cafetería donde Amélie trabaja y donde se conocen y dan encuentro la mayoría de personajes importantes de la película.
El propio director, Jean-Pierre Jeunet es un cliente habitual de este bar en la vida real ya que su casa se encuentra justo delante, puede que por esto escogiera a esta cafetería como escenario clave de la película.
Antes de rodar Amélie, el dueño del local pensó cerrar el negocio porque no funcionaba demasiado bien, pero después de la película, este se ha convertido en uno de los puntos más turísticos del barrio.
La boca de metro de Lamarck-Caulaincourt.
En la película hay una escena en la que Amélie coge a un invidente del brazo y le hace un recorrido por la zona comercial del barrio haciendo una detallada descripción de cada escenario para que él lo pudiera sentir. El recorrido termina en la boca de metro de Lamarck-Caulaincourt.
Metro Abbesses.
No se sabe con certeza dónde está la casa de Amélie, pero se sabe que está en la zona de Abbesses, en Montmartre. De hecho, la película en un principio iba a llamarse Amélie des Abbesses pero ese título se desechó porque este barrio no es conocido fuera de París. Esta parada de metro es la que más utiliza la protagonista por ser la más cercana a su casa.
El primer encuentro entre Amélie Poulain y Nino Quincampoix se produce en esta parada de metro, aunque en realidad fue la parada de Porte des Lilas decorada como si fuese Abbesses.
Sacré-Cœur  (Basílica del Sagrado Corazón).
Una de las partes más populares de la película es cuando Amélie realiza un juego para devolverle su álbum de fotos a Nino. Este juego comienza en el carrusel de la feria de la Place de La Villette y sigue en los jardines que suben hasta la basílica, terminando en uno de los miradores del Sacré-Cœur.
La frutería 'Épicerie Collignon' .
Este escenario aparece bastantes veces en la película y es bastante importante, de hecho al principio de la película, esta frutería forma parte de la presentación de Amélie.
El dueño del local supo aprovechar la fama que adquirió el comercio a partir de la película y grabó varios discos musicales. Las portadas de sus álbumes están expuestas en la misma frutería.

## Premios

### Óscar
| Año  | Categoría                 | Persona/Estado                                 | Resultado  |
| ---- | ------------------------- | ---------------------------------------------- | ---------- |
| 2001 | Mejor película extranjera | Francia                                        | Candidata  |
| 2001 | Mejor guion original      | Guillaume Laurant Jean-Pierre Jeunet           | Candidatos |
| 2001 | Mejor fotografía          | Bruno Delbonnel                                | Candidato  |
| 2001 | Mejor dirección artística | Aline Bonetto Marie-Laure Valla                | Candidatas |
| 2001 | Mejor sonido              | Vincent Arnardi Guillaume Leriche Jean Umansky | Candidatos |

### Premios BAFTA
| Año  | Categoría                  | Persona                              | Resultado |
| ---- | -------------------------- | ------------------------------------ | --------- |
| 2001 | Mejor película             | Claudie Ossard                       | Candidata |
| 2001 | Mejor película extranjera  | Claudie Ossard Jean-Pierre Jeunet    | Candidata |
| 2001 | Mejor dirección            | Jean-Pierre Jeunet                   | Candidato |
| 2001 | Mejor actriz               | Audrey Tautou                        | Candidata |
| 2001 | Mejor guion original       | Guillaume Laurant Jean-Pierre Jeunet | Ganadores |
| 2001 | Mejor música               | Yann Tiersen                         | Candidato |
| 2001 | Mejor fotografía           | Bruno Delbonnel                      | Candidato |
| 2001 | Mejor montaje              | Hervé Schneid                        | Candidato |
| 2001 | Mejor diseño de producción | Aline Bonetto                        | Ganadora  |

### Premios César
| Año  | Categoría                 | Persona                                        | Resultado  |
| ---- | ------------------------- | ---------------------------------------------- | ---------- |
| 2001 | Mejor película            | Jean-Pierre Jeunet                             | Ganador    |
| 2001 | Mejor dirección           | Jean-Pierre Jeunet                             | Ganador    |
| 2001 | Mejor actriz              | Audrey Tautou                                  | Candidata  |
| 2001 | Mejor actor secundario    | Rufus                                          | Candidata  |
| 2001 | Mejor actor secundario    | Jamel Debbouze                                 | Candidata  |
| 2001 | Mejor actriz secundaria   | Isabelle Nanty                                 | Candidata  |
| 2001 | Mejor guion original      | Guillaume Laurant Jean-Pierre Jeunet           | Candidatos |
| 2001 | Mejor música              | Yann Tiersen                                   | Ganador    |
| 2001 | Mejor fotografía          | Bruno Delbonnel                                | Candidato  |
| 2001 | Mejor montaje             | Hervé Schneid                                  | Candidato  |
| 2001 | Mejor dirección artística | Aline Bonetto                                  | Ganador    |
| 2001 | Mejor vestuario           | Madeline Fontaine                              | Candidata  |
| 2001 | Mejor sonido              | Vincent Arnardi Guillaume Leriche Jean Umansky | Candidatos |

### Festival Internacional de Cine de Karlovy Vary
| Año  | Categoría                                 | Nominado/a | Resultado |
| ---- | ----------------------------------------- | ---------- | --------- |
| 2001 | Premios desde la Revolución de terciopelo | Amélie     | Ganadora  |

### Festival Internacional de Cine de Toronto
| Año  | Categoría          | Nominado/a | Resultado |
| ---- | ------------------ | ---------- | --------- |
| 2001 | Premio del público | Amélie     | Ganadora  |

### Premios Sant Jordi de Cinematografía
| Año  | Categoría               | Nominado/a    | Resultado |
| ---- | ----------------------- | ------------- | --------- |
| 2001 | Mejor actriz extranjera | Audrey Tautou | Ganadora  |

### Critics' Choice Movie Award
| Año  | Categoría                 | Nominado/a | Resultado |
| ---- | ------------------------- | ---------- | --------- |
| 2001 | Mejor película extranjera | Amélie     | Ganadora  |

### Prix Lumière
| Año  | Categoría      | Nominado/a                           | Resultado |
| ---- | -------------- | ------------------------------------ | --------- |
| 2001 | Mejor película | Amélie                               | Ganadora  |
| 2001 | Mejor Guion    | Guillaume Laurant Jean-Pierre Jeunet | Ganadores |
| 2001 | Mejor Actriz   | Audrey Tautou                        | Ganadora  |

## Banda sonora

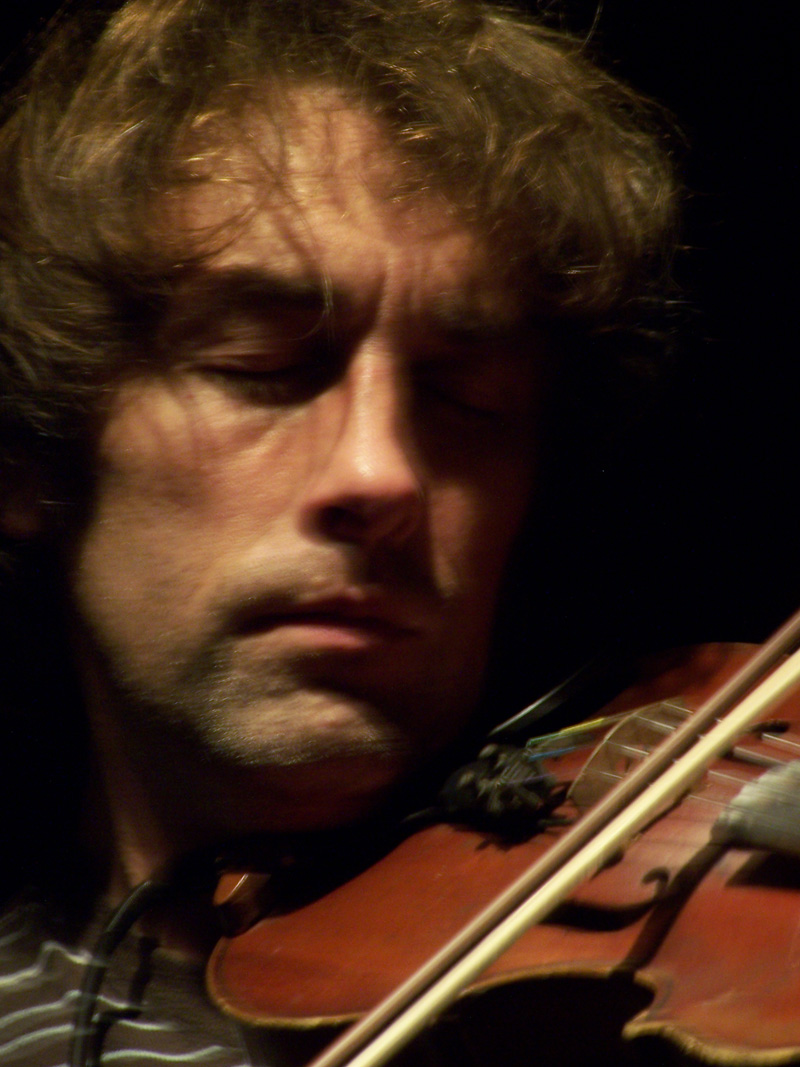
Yann Tiersen.

Amélie. A movie by Jean-Pierre Jeunet. Music by Yann Tiersen (banda sonora de la película). CD editado por Victoire Productions-Labels/Virgin France, 2001.
1. "J'y suis jamais allé" -
2. "Les jours tristes" (Instrumental) - 3:03
3. "La valse d'Amélie" (Versión original) - 2:15
4. "Comptine d'un autre été: l'après-midi" -
5. "La noyée" - 2:03
6. "L'autre valse d'Amélie" - 1:33
7. "Guilty" (Al Bowlly) - 3:13
8. "À quai" - 3:32
9. "Le moulin" - 4:27
10. "Pas si simple" - 1:52
11. "La valse d'Amélie" (Versión orquestal) - 2:00
12. "La valse des vieux os" - 2:20
13. "La dispute" - 4:15
14. "Si tu n'étais pas là " (Fréhel) - 3:29Si tu n'étais pas là - Fréhel.
15. "Soir de fête" - 2:55
16. "La redécouverte" - 1:13
17. "Sur le fil" - 4:23
18. "Le banquet" - 1:31
19. "La valse d'Amélie" (Versión piano) - 2:38
20. "La valse des monstres" - 3:39
21. "La donna e mobile" - 2:45

En 2003 la cantante francesa Alizée grabó la canción Amélie m'a dit, en la cual hace un homenaje a la película. La canción está incluida en el disco Mes courants électriques y fue sencillo de su disco en vivo En concert. También existe una versión en inglés de la canción.

## Extractos de vídeo y citas artísticas utilizadas en la película

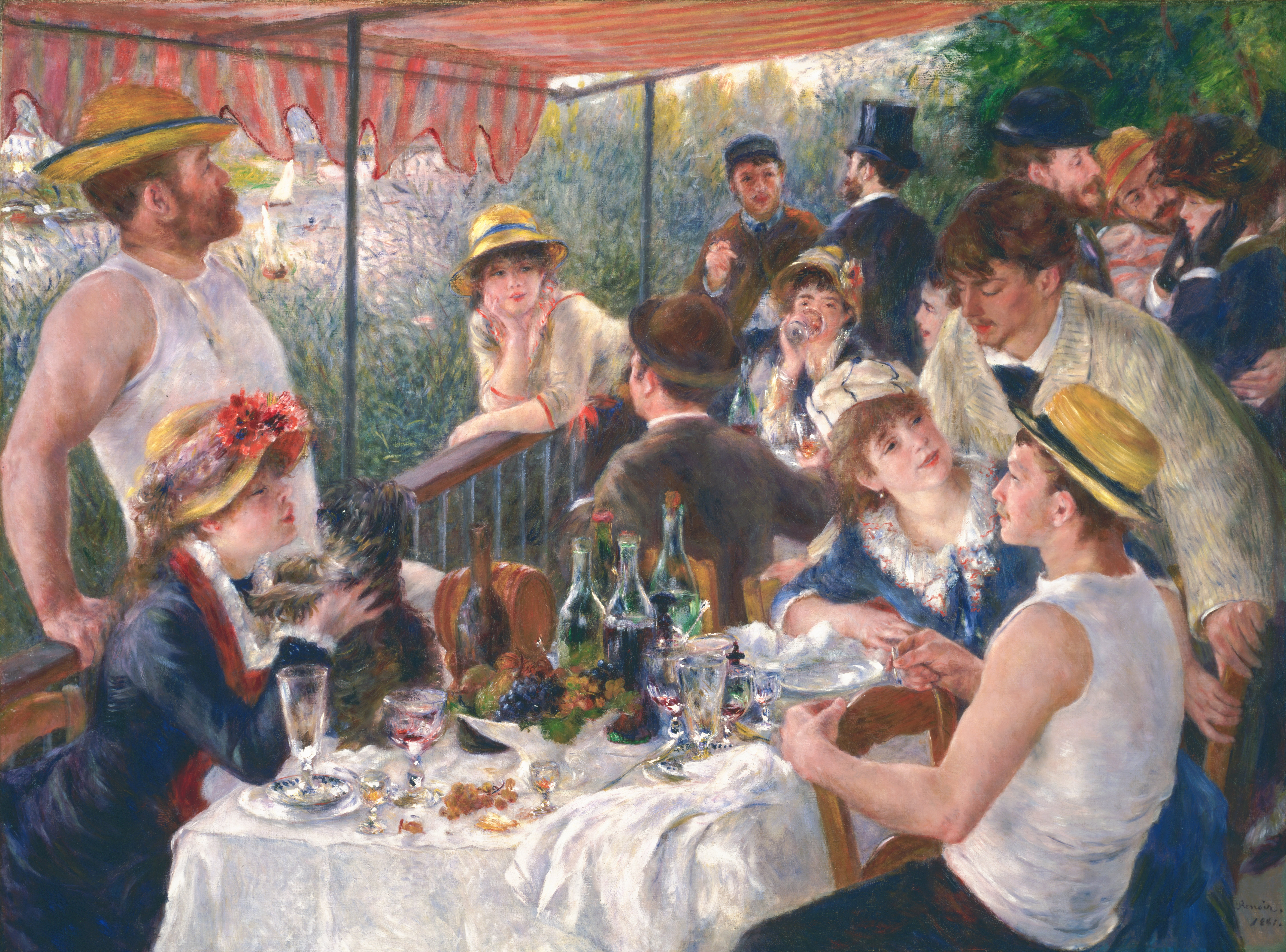
El almuerzo de los remeros, cuadro de Pierre-Auguste Renoir (1881).

- En una escena donde se muestra la televisión, aparece la hermana Rosetta Tharpe, una guitarrista y cantante famosa en las décadas de 1930 y 1940 con su mezcla única de letras espirituales y acompañamiento rock and roll.

- Un extracto de secuencias de imágenes de Critérium Internacional, una carrera de ciclismo profesional por etapas que se disputa en Francia, donde se puede ver trotar a un caballo.

- Las imágenes del funeral de Amélie Poulain, benefactora de los pobres, son en realidad imágenes del entierro de Sarah Bernhardt, que reconocemos la tumba en Pere Lachaise.

- Aparecen tres clips de la película Jules y Jim de 1962, dirigida por François Truffaut.

- Un extracto de un flash especial presentada por Benoît Duquesne en France 2, canal de televisión público francés, donde se anuncia la muerte de la princesa Diana.

- Un cuadro del pintor impresionista francés Pierre-Auguste Renoir, El almuerzo de los remeros (1881), en francés: Le déjeuner des canotiers).

- Varios cuadros del pintor surrealista alemán Michael Sowa (nacido en 1945): Cuello isabelino, Pájaro con perlas, Oso y Herbert.

- La canción Le Poinçonneur des Lilas interpretada y escrita por Serge Gainsbourg, grabada en junio de 1958, se utiliza como medio principal para una escena donde un matrimonio adulto discuten ya que el esposo se encarga de perforar los laureles de la casa.

## Musical
En el 2017, se creó un musical homónimo en Broadway con música de Daniel Messé. Duró pocos meses y no alcanzó el éxito deseado. Estaba protagonizado por la nominada al Premio Tony, Phillipa Soo.